# Ophtalmoplégie internucléaire
 Mise en garde médicale
L'ophtalmoplégie internucléaire est un syndrome en ophtalmologie secondaire à une atteinte du faisceau longitudinal médial. Il se manifeste par un trouble de la motricité oculaire. Il peut être droit, gauche ou bilatéral suivant l'atteinte.

## Description
Le faisceau longitudinal médial est un faisceau de fibres nerveuses d'association du tronc cérébral qui relie entre autres les noyaux des nerfs crâniens impliqués dans la motricité oculaire. L'ophtalmoplégie internucléaire se traduit par une atteinte des mouvements horizontaux de version (déplacement des yeux dans une même direction) avec respect des mouvements de vergence (déplacement des yeux dans une direction opposée).
Ainsi, lorsque la personne regarde du côté opposé à l'atteinte, il existe une impossibilité de l'adduction (regard vers l'intérieur) de l'œil situé du côté atteint et un nystagmus (tremblement) de l'œil situé du côté sain. Lorsque la personne regarde du côté de l'atteinte, la motricité oculaire est normale. À l'inverse, lors de la fixation de près, l'adduction normale des deux yeux est possible, traduisant l'absence d'atteinte du nerf oculomoteur (responsable entre autres de l'adduction).
Le symptôme principal est une diplopie (vision double) lorsque la personne regarde du côté opposé à l'atteinte.

## Causes
Les causes les plus fréquentes sont les causes vasculaires (accident vasculaire cérébral) dans un peu plus d'un tiers des cas et la sclérose en plaques, dans un tiers des cas. Elle peut être la seule manifestation de certains accidents vasculaires cérébraux ischémiques.

## Exploration
La lésion responsable est plus facilement localisable à l'IRM cérébrale qu'au scanner.

## Évolution
La moitié des syndromes disparaît en moins de neuf mois. 

## Traitement
Le traitement passe par celui de la cause : accident vasculaire cérébral, sclérose en plaques ou autres. Une prise en charge par un orthoptiste peut être utile.